# Jaroslav Soukup

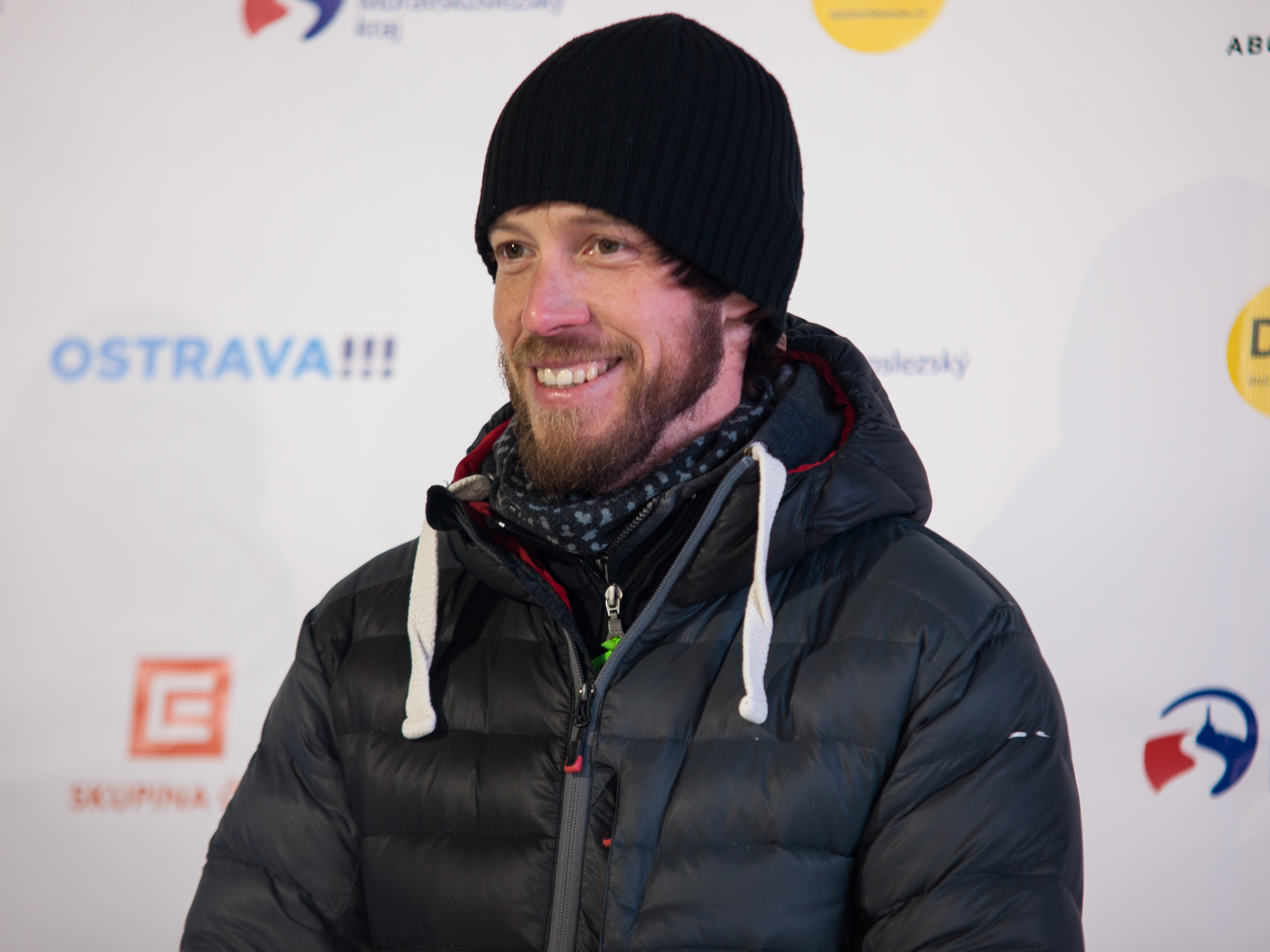

Jaroslav Soukup, född 12 juli 1982 i Jičín, är en tjeckisk skidskytt.

## Karriär
Jaroslav Soukup debuterade i världscupen säsongen 2005/2006, där han totalt slutade 74:a.
Hans bästa resultat i världscupen är en tredjeplats från jaktstarten i Östersund den 4 december 2011.
Han har deltagit i två olympiska spel; 2010 i Vancouver och 2014 i Sotji. 2010 blev hans bästa individuella resultat en 30:e plats i distanstävlingen.. I OS 2014 vann han bronsmedaljen i sprinten över 10 km, och han var med och tog silvret i mixstafetten.
Soukup har deltagit i fyra världsmästerskap. Hans bästa VM-resultat är en bronsmedalj från distansen i Ruhpolding 2012.